# Mines d'argent de Haut-du-Them-Château-Lambert
Les mines d'argent de Haut-du-Them-Château-Lambert sont des mines situées à Haut-du-Them-Château-Lambert, en France, et inscrites au titre des monuments historiques en 1990 avec le label « Patrimoine du XXe siècle ».

## Localisation
Les mines sont situées sur la commune de Haut-du-Them-Château-Lambert, dans le département français de la Haute-Saône.

## Historique
L'édifice est inscrit au titre des monuments historiques en 1990 avec le label « Patrimoine du XXe siècle ».